# Quadro de medalhas dos Jogos Olímpicos de Inverno de 2014

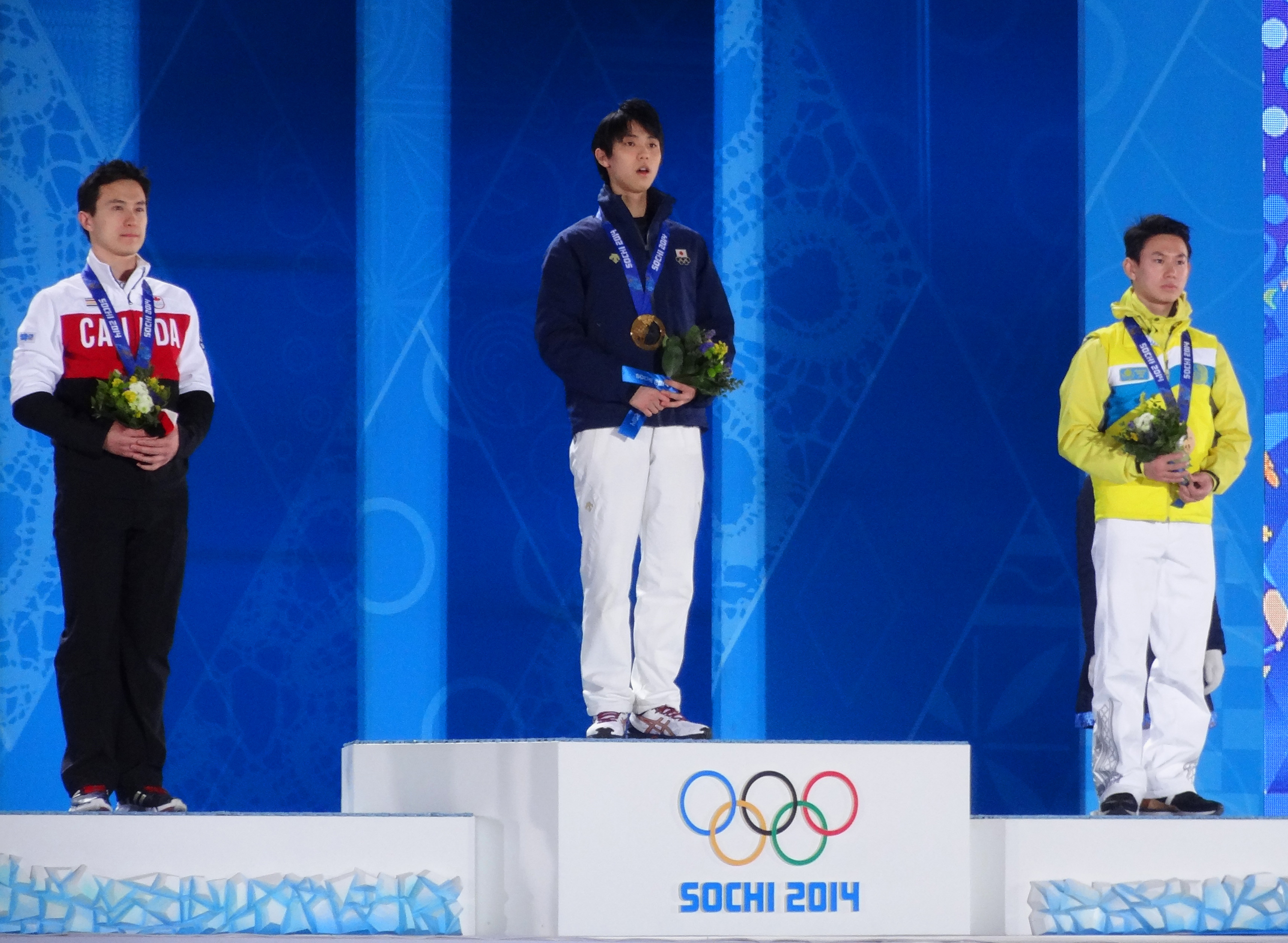
Patrick Chan (Canadá, prata), Yuzuru Hanyu (Japão, ouro) e Denis Ten (Cazaquistão, bronze) com as medalhas do individual masculino da patinação artística durante a cerimônia de premiação.

O quadro de medalhas dos Jogos Olímpicos de Inverno de 2014 é uma lista que classifica os Comitês Olímpicos Nacionais de acordo com o número de medalhas conquistadas nos Jogos realizados em Sóchi, na Rússia. Foram disputadas 98 finais em 15 esportes.
A primeira medalha de ouro foi conquistada pelo estadunidense Sage Kotsenburg no slopestyle do snowboard, prova que estreava em edições de Olimpíadas de Inverno. Ele ficou a frente do norueguês Ståle Sandbeck e do canadense Mark McMorris.
Os anfitriões russos conquistaram a primeira medalha com a patinadora Olga Graf, bronze na 3000 metros da patinação de velocidade, atrás da checa Martina Sáblíková e da neerlandesa Ireen Wüst em 9 de fevereiro. No mesmo dia conquistaram a primeira medalha de ouro com a equipe de patinação artística.

## O quadro
O quadro de medalhas está classificado de acordo com o número de medalhas de ouro, estando as medalhas de prata e bronze como critérios de desempate em caso de países com o mesmo número de ouros. O Comitê Olímpico Internacional não reconhece a existência de um quadro de medalhas, alegando que isso cria uma competição entre os países, o que não é o objetivo dos Jogos.
No evento do downhill feminino do esqui alpino, houve um empate na primeira colocação e duas medalhas de ouro foram entregues. Nenhuma atleta recebeu a medalha de prata. No super-G masculino, também do esqui alpino, houve um empate na terceira colocação e duas medalhas de bronze foram concedidas.
     País sede destacado.
| Ordem | País                | Medalha de ouro | Medalha de prata | Medalha de bronze |     |
| ----- | ------------------- | --------------- | ---------------- | ----------------- | --- |
| 1     | RUS Rússia          | 11              | 10               | 9                 | 30  |
| 2     | NOR Noruega         | 11              | 6                | 9                 | 26  |
| 3     | CAN Canadá          | 10              | 10               | 5                 | 25  |
| 4     | USA Estados Unidos  | 9               | 9                | 10                | 28  |
| 5     | NED Países Baixos   | 8               | 7                | 9                 | 24  |
| 6     | GER Alemanha        | 8               | 6                | 5                 | 19  |
| 7     | SUI Suíça           | 7               | 2                | 2                 | 11  |
| 8     | BLR Bielorrússia    | 5               |                  | 1                 | 6   |
| 9     | AUT Áustria         | 4               | 8                | 5                 | 17  |
| 10    | FRA França          | 4               | 4                | 7                 | 15  |
| 11    | POL Polônia         | 4               | 1                | 1                 | 6   |
| 12    | CHN China           | 3               | 4                | 2                 | 9   |
| 13    | KOR Coreia do Sul   | 3               | 3                | 2                 | 8   |
| 14    | SWE Suécia          | 2               | 7                | 6                 | 15  |
| 15    | CZE República Checa | 2               | 4                | 3                 | 9   |
| 16    | SLO Eslovênia       | 2               | 2                | 4                 | 8   |
| 17    | JPN Japão           | 1               | 4                | 3                 | 8   |
| 18    | FIN Finlândia       | 1               | 3                | 1                 | 5   |
| 19    | GBR Grã-Bretanha    | 1               | 1                | 3                 | 5   |
|       | LAT Letônia         | 1               | 1                | 3                 | 5   |
| 21    | UKR Ucrânia         | 1               |                  | 1                 | 2   |
| 22    | SVK Eslováquia      | 1               |                  |                   | 1   |
| 23    | ITA Itália          |                 | 2                | 6                 | 8   |
| 24    | AUS Austrália       |                 | 2                | 1                 | 3   |
| 25    | CRO Croácia         |                 | 1                |                   | 1   |
| 26    | KAZ Cazaquistão     |                 |                  | 1                 | 1   |
| TOTAL | TOTAL               | 99              | 97               | 99                | 295 |

## Mudanças no quadro de medalhas

### Casos de doping na Rússia
Inicialmente o Comitê Olímpico Internacional desclassificou os seguintes atletas da Rússia por violações de doping:
- Alexander Legkov perdeu a medalha de ouro na prova da largada coletiva de 50 km do esqui cross-country devido a caso de doping revelado em 1 de novembro de 2017. Consequentemente a equipe russa do revezamento 4x10 km, formada por Dmitry Japarov, Alexander Bessmertnykh, Maxim Vylegzhanin e Legkov, que conquistou a prata, também foi desclassificada e a medalha cassada.[7] Bessmertnykh foi igualmente punido posteriormente.[8]

- Maxim Vylegzhanin perdeu a medalha de prata na largada coletiva de 50 km do esqui cross-country devido a caso de doping divulgado em 9 de novembro de 2017. Consequentemente a equipe russa da prova de velocidade por equipes, formada por Nikita Kriukov (também punido em 22 de dezembro de 2017)[8] e Vylegzhanin, que conquistou a prata, também foi desclassificada e a medalha cassada. A medalha no revezamento 4x10 km já havia sido retirada pelo doping de Alexander Legkov.[9]

- Alexander Tretiakov e Elena Nikitina perderam a medalha de ouro e a medalha de bronze, respectivamente, nas provas do skeleton masculino e feminino em 22 de novembro de 2017.[10]

- Alexandr Zubkov, Alexey Negodaylo, Dmitry Trunenkov e Alexey Voyevoda perderam as medalhas de ouro nas provas de duplas (formada por Zubkov e Voyevoda) e por equipes (Negodaylo, Trunenkov, Voyevoda e Zubkov) do bobsleigh por casos de doping dos quatro bobsledders da equipe divulgados entre novembro e dezembro de 2017.[11][12][13] As medalhas foram realocadas pela Federação Internacional de Bobsleigh e Skeleton.[14][15]

- Olga Fatkulina perdeu a medalha de prata na prova dos 500 m feminino da patinação de velocidade devido a caso de doping também divulgado em 24 de novembro de 2017.[11]

- Olga Vilukhina, Yana Romanova e Olga Zaitseva perderam as medalhas de prata nas provas de velocidade individual 7,5 km (Vilukhina) e revezamento 4x6 km (Romanova, Ekaterina Shumilova, Vilukhina e Zaitseva) do biatlo em 27 de novembro de 2017 (Zaitseva punida em 1 de dezembro de 2017).[12][16]

- Albert Demchenko e Tatiana Ivanova perderam as medalhas de prata nas provas individual para homens (Demchenko) e revezamento por equipes (Demchenko, Ivanova, Alexander Denisyev e Vladislav Antonov) do luge em 22 de dezembro de 2017.[8]

No entanto, com exceção de Zubkov, Zaitseva e Voyevoda as punições aos demais atletas foram anuladas pelo Tribunal Arbitral do Esporte entre 2018 e 2020 após apelação dos envolvidos.